# La Enseñanza de Lenguas Segundarias "Dogme" o "Unplugged"
Dogme o Unplugged se considera a la vez una metodología y un movimiento. 1] Dogme es un enfoque comunicativo para la enseñanza de idiomas que fomenta la enseñanza centrada en la comunicación conversacional entre estudiantes y profesores en vez de libros académicos.  Libros que impone un currículo sin tener en cuenta ni los conocimientos o los intereses actuales de los estudiantes, ni tampoco la habilidad de los profesores para planificar contenidos. Así enseñanza Unplugged aproveche de la motivación que traen los alumnos a clase y la capacidad del profesor para usar la para ayudar la clase aprender un idioma.
Tiene sus raíces en un artículo del autor sobre educación en idiomas, Scott Thornbury . 2] El enfoque Dogme también se conoce como "Dogme ELT", lo que refleja sus orígenes en el sector ELT (enseñanza del idioma inglés). Aunque la enseñanza del lenguaje Dogma obtuvo su nombre de una analogía con el movimiento cinematográfico Dogma 95 (iniciado por Lars von Trier) la conexión no se considera cercana. 

## Punto Principales
El dogma tiene diez principios clave. 
1. Interactividad: la ruta más efectiva para el     aprendizaje de un idioma segundario se encuentra en la interactividad     entre profesores y estudiantes, y entre los propios estudiantes.
2. Compromiso : los estudiantes se involucran más con el contenido que ellos mismos han creado.
3. Procesos dialógicos: el aprendizaje es social y     dialógico, donde el conocimiento se co-construye.
4. Conversaciones andamiadas : el aprendizaje se lleva a cabo a través de conversaciones, donde el alumno y el profesor co-construyen el conocimiento y las habilidades.
5. Emergencia : el lenguaje y la gramática surgen del proceso de aprendizaje. Esto se considera distinto de la «adquisición» del lenguaje.
6. Posibilidades : el papel del profesor es optimizar las posibilidades de aprendizaje del idioma dirigiendo la atención hacia el lenguaje emergente.
7. Voz : se reconoce la voz del alumno junto con sus creencias y conocimientos.
8. Empoderamiento: los estudiantes y los     profesores se empoderan al liberarse de un currículo interpuesto que muchas veces no corresponde a sus intereses, su nivel, ni a sus carencias de conocimiento.
9. Relevancia : los materiales (por ejemplo, textos, audios y vídeos) deben tener relevancia para los estudiantes.
10. Uso crítico : los profesores y los estudiantes deben utilizar los materiales publicados y los libros de texto de una manera crítica que reconozca sus sesgos culturales e ideológicos.

## Los Tres Pilares
Hay tres pilares descritos por Thornbury que surgen de los diez principios clave.

### Enseñanza basada en la conversación
La conversación se considera central para el aprendizaje de idiomas dentro del marco del Dogma, porque es la "forma fundamental y universal del lenguaje" y, por lo tanto, se considera "el lenguaje en funcionamiento". Dado que la conversación de la vida real es más interactiva que transaccional, Dogme otorga más valor a la comunicación que promueve la interacción social.
Dogme también pone más énfasis en un enfoque del lenguaje a nivel de discurso (en lugar de a nivel de frases sueltas), ya que se considera que prepara mejor a los estudiantes para la comunicación de la vida real, donde la conversación completa es más relevante que el análisis de enunciados específicos.
Dogma considera que el aprendizaje de una habilidad se co-construye dentro de la interacción entre el alumno y el profesor. En este sentido, la enseñanza es una conversación entre dos partes. Como tal, se considera que Dogma refleja la visión de Tharp de que "para enseñar verdaderamente, uno debe conversar; conversar verdaderamente es enseñar". 

En una entrevista en, Thornbury revisó esta idea de asentar la enseñanza en la conversación reconociendo los problemas que surgen cuando alumnos no quieren hablar o que todavía no tienen el nivel para hacerlo.
Creo que uno de los errores que cometimos fue hacer conversación parte del... "tres pilares", y lo que realmente hay que decir es que el Dogma no se mueve por conversaciones, sino por textos... textos tanto escritos como hablados. 
Podría decirse que Dogme debería considerarse "impulsada por los intereses de los alumnos" en lugar de "impulsada por la conversación".

### Enfoque de materiales ligeros
Unplugged considera que el material producido por los estudiantes es preferible a los materiales publicados y a los libros de texto, hasta el punto de invitar a los profesores a hacer un "voto de castidad" (que Thornbury y Meddings han señalado posteriormente que era "irónico" 1]) y no utilizar libros de texto. 2] Por ello, la enseñanza del Dogma ha sido criticada por no ofrecer a los profesores la oportunidad de utilizar una gama completa de materiales y recursos. 3] Sin embargo, el enfoque de la enseñanza Unplugged realmente no es anti-libro de texto o anti-tecnología, es en hacer el alumno y la comunicación el centro del aprendizaje.
Meddings y Thornbury centran su crítica de los libros de texto en su tendencia a centrarse en la gramática más que en la competencia comunicativa y también en los sesgos culturales que suelen encontrarse en los libros de texto, especialmente en aquellos dirigidos a los mercados globales. 4] De hecho, Dogma puede verse como una pedagogía capaz de abordar la falta de disponibilidad o asequibilidad de materiales en muchas partes del mundo. 5] Los defensores de Dogma argumentan que su enfoque pro-alumno alinea con otras formas de instrucción centrada en el alumno y pedagogía crítica. 6]

### Lenguaje emergente
Dogma considera que el aprendizaje de una lengua es un proceso en el que lenguaje surge y no uno donde esta impuesto. Dogme comparte esta creencia con otros enfoques de la enseñanza de idiomas, como el aprendizaje basado en tareas que considera que el lenguaje surge de dos maneras. En primer lugar, las actividades en el aula conducen a la comunicación colaborativa entre los estudiantes. En segundo lugar, los estudiantes producen un lenguaje que no necesariamente les fue enseñado. El papel del profesor, en parte, es facilitar el surgimiento del lenguaje. Sin embargo, Dogma no considera que el papel del profesor sea simplemente el de crear las condiciones adecuadas para que surja el lenguaje. El profesor también debe animar a los alumnos a interactuar con este nuevo idioma para garantizar que el aprendizaje se produzca. El profesor puede hacer esto de diversas maneras, incluyendo recompensándolo, repitiéndolo y revisándolo. 1] Como el lenguaje emerge, no es necesario seguir un programa de estudios establecido externamente. De hecho, el contenido del programa de estudios se “descubre” a lo largo de todo el proceso de aprendizaje. Ali ketabi (titular de TESOL) 

## Fundamentos pedagógicos
1. En primer lugar, Dogma se basa no sólo en teorías de enseñanza y aprendizaje de lenguas, sino también en teorías educativas progresistas, críticas y humanistas. Adoptando el modelo dialógico, Dogma alienta a estudiantes y profesores a comunicarse para intercambiar ideas, lo cual es un requisito previo para que se produzca la educación. [16]
2. Dogma también tiene sus raíces en la enseñanza comunicativa del lenguaje (de hecho, Dogma se ve a sí mismo como un intento de restaurar el aspecto comunicativo en los enfoques comunicativos). [17] El dogma se ha destacado por su compatibilidad con la enseñanza reflexiva y por su intención de "humanizar el aula a través de una pedagogía radical del diálogo". [18] También comparte muchas cualidades con el aprendizaje de idiomas basado en tareas [19] y sólo se diferencia de este último en términos de metodología más que de filosofía. [20] La evidencia de investigación sobre Dogme es limitada, pero Thornbury sostiene que las similitudes con el aprendizaje basado en tareas sugieren que Dogme probablemente conduce a resultados similares. Un ejemplo son los hallazgos de que los estudiantes tienden a interactuar, producir lenguaje y co-construir colaborativamente su aprendizaje cuando participan en tareas comunicativas. [19]
3. Otro hito importante que contribuyó al nacimiento del Dogma fue la introducción del Emergentismo. Dogme sigue la misma idea del surgimiento del lenguaje a través de diálogos, lo que permite a los estudiantes mejorar la eficacia de la comunicación. Más tarde, a través de la acción de actividades y tareas centradas en la forma, los estudiantes pueden refinar la interlengua y aproximarse más a la lengua meta [16]

## Como pedagogía crítica
Aunque Thornbury señala que Dogme no busca inherentemente el cambio social y por lo tanto no cumple con los criterios generalmente aceptados para una pedagogía crítica, Dogme puede ser visto como crítico en términos de su enfoque anti-establishment para la enseñanza de idiomas. 

## Tecnología y web 2.0
Aunque se ha considerado que la enseñanza Dogme es anti-tecnología,  Thornbury sostiene que no ve a Dogme como opuesto a la tecnología como tal,  más bien que el enfoque es crítico del uso de tecnología que no permite una enseñanza centrada en el alumno y basada en una comunicación auténtica. De hecho, los intentos más recientes de aplicar los principios Dogme al aprendizaje de idiomas con herramientas web 2.0 (bajo el término "Dogme 2.0") se consideran evidencia de que la enseñanza Unplugged está en transición  y, por lo tanto, de ser compatible con las nuevas tecnologías. Sin embargo, aunque no hay un consenso claro entre los profesores de Dogme sobre este tema (ver las discusiones en el grupo ELT Dogme Yahoo ), hay una visión dominante de que el aula física será preferible a los intentos de sustituir la presencia física con la comunicación a través de la tecnología digital.  Dogme puede combinarse con diferentes herramientas tecnológicas ya que nuestra sociedad está en constante cambio. Los profesores pueden combinar la filosofía Dogme con otros métodos como las aulas invertidas o los entornos de aprendizaje electrónico. Sin embargo, lo que importa es que el Dogma, como pedagogía crítica, es transformador y busca cambios sociales 

## Crítica
Dogme ha sido criticado por una amplia gama de profesores y educadores por su aparente rechazo tanto a los libros de texto publicados con currículos consensuados, como a la tecnología moderna en las lecciones de idiomas. Además, se ha sugerido que el llamado inicial a un "voto de castidad" es innecesariamente purista y que una adopción más débil de los principios del Dogma permitiría a los profesores la libertad de elegir recursos según las necesidades de una lección particular.  Maley también presenta a Dogma como un enfoque que "[aumenta] las restricciones sobre los profesores".  Christensen señala que la adopción de prácticas dogmáticas puede enfrentar mayores desafíos culturales en países fuera de Europa, como Japón.  También se han planteado preguntas sobre la idoneidad del Dogma en contextos de bajos recursos y donde los estudiantes se preparan para exámenes que tienen programas específicos. 
En general, las críticas y preocupaciones que enfrenta Dogme giran en torno a varias cuestiones importantes: la base teórica de la perspectiva basada en la conversación, la falta de preparación de la estructura de las lecciones y la posible presión sobre profesores y estudiantes en diversos contextos de aprendizaje. Dogme puede desafiar a profesores inexpertos que tienen un repertorio pedagógico inadecuado y un acceso limitado a los recursos. También puede enfrentar desafíos respecto de su aplicabilidad en clases de estudiantes con bajos niveles de competencia. Los estudiantes de bajo nivel no pueden interactuar con el profesor y sus compañeros de manera efectiva en el idioma de destino. 